# Науково-дослідний та конструкторсько-технологічний інститут міського господарства
Науково-дослідний та конструкторсько-технологічний інститут міського господарства — науково-дослідний інститут, який вирішує широкий спектр проблем у таких сферах міського господарства: водопідготовка, очищення стічних вод, міський електротранспорт, санітарне очищення та благоустрій міст, стандартизація та нормування в житлово-комунальному господарстві. Розташований у Києві.
Інститут створено у березні 1963 року за постановою Ради Міністрів УРСР за № 14/28 від 20 грудня 1962 року та засновано на державній власності.
Відповідно до постанов Ради Міністрів УРСР за № 17 від 13.01.76 та № 351 від 19.05.80 інститут визначено головною організацією в УРСР з наукових розробок у таких сферах:
- міського електротранспорту;
- питного водопостачання;
- очистки природних і міських стічних вод;
- санітарної очистки міст;
- охорони праці для робіт, які проводяться у галузі житлово-комунального господарства.

У 1971 році інститут з вулиці Бастіонної 6 переїхав до 11-поверхового корпусу по вулиці Урицького 35. На початку 1970-х в інституті працювало більш ніж 1200 співробітників. На початку 1980-х у дворі інституту була демонтована випробувальна монорельсова дорога та на її місці збудовано 4 поверховий корпус дослідного виробництва. За створення ефективних методів обробки води, теоретичне обґрунтування і впровадження її у практику колектив вчених АН УРСР і НДКТІ МГ був удостоєний Державної премії УРСР (1976).
У 1992 році під науковим керівництвом доктора технічних наук В. П. Веклича була розроблена стратегія створення власного українського тролейбуса, що знайшла своє втілення у затвердженій Кабінетом Міністрів України Програмі. Згідно розпорядження кабміну НДКТІ МГ був призначений головною організацією по програмі створення українського тролейбусу, а КБ «Південне» — головним розробником конструкторської документації. Володимира Веклича було призначено науковим керівником, а Михайла Галася головним конструктором українського тролейбуса. Результатом співпраці двох підприємств стало створення тролейбусів марки ЮМЗ. В інституті був створений науково-випробувальний центр в якому проходять іспити нові типи тролейбусів і трамваїв.

## Структура Інституту
- 1) відділ водопостачання;
- 2) відділ очищення стічних вод;
- 3) відділ міського електротранспорту;
- 4) відділ стандартизації;
- 5) науково-випробувальний центр.

## Директори інституту
- Квачев Григорій Семенович (1963-1972);
- Веклич Володимир Пилипович [10] [4] [11] (1973–1987);[5]
- Щербина Генадій Павлович (1987–2006);
- Кравченко Валерій Анатолійович (2006–2020);
- з 2020 — Голюк Марина Геннадіївна.

## Видання
- Республіканський науково-технічний міжвідомчий збірник «Наука и техніка в міському господарстві». [1]

## Монографії співробітників інституту
- Веклич В. Ф. Диагностирование технического состояния троллейбусов М.:Транспорт, 1990. — 295 с. — 15 000 экз. ISBN 5-277-00934-5
- Приходько Р. В. Управління соціальним розвитком територіальної громади: досвід та шляхи модернізації - К.: Алерта, 2011. - 248 с. - 2 000 прим. ISBN 978-617-566-106-2 [12]